# Matthew Tyrmand
Matthew Tyrmand (ur. 1981 w Nowym Jorku) – polsko-amerykański ekonomista, publicysta i działacz społeczny. Związany z tygodnikami „Do Rzeczy” i „Wprost”.

## Życiorys
Po ukończeniu ekonomii na Uniwersytecie Chicagowskim, przez 10 lat pracował jako analityk na giełdzie Wall Street. Obecnie jest zaangażowany w działania grupy śledczej „Open The Books”  – która analizuje dane finansowe administracji rządowej pod kątem nadużyć. Zarządza również w organizacji „Project Veritas” ujawniającej przypadki korupcji i nieuczciwe praktyki w życiu publicznym. Teksty publicystyczne – często dotyczące Polski – publikuje w amerykańskim portalu „Breitbart”.
W 2011 otrzymał obywatelstwo polskie. W 2016 roku był doradcą do spraw komunikacji ministra spraw zagranicznych Witolda Waszczykowskiego. Od lutego 2016 do lutego 2019 roku był felietonistą tygodnika „Do Rzeczy”. Obecnie publikuje w powiązanym kapitałowo z dawnym wydawcą tygodniku „Wprost”.

## Życie prywatne
Jest synem pisarza Leopolda Tyrmanda z małżeństwa z Mary Ellen Fox, doktorantki iberystyki na Uniwersytecie Yale. Ma siostrę bliźniaczkę – Rebeccę.

## Książki
- „Jestem Tyrmand, Syn Leopolda”, Kraków, Znak, ISBN 978-83-240-2778-1 (z Kamilą Sypniewską)
- „Patrzeć, jak świat płonie. Rok Trumpa, Brexitu i dobrej zmiany”, Poznań, Zysk i S-ka ISBN 978-83-811608-0-3 (z Marcinem Makowskim)